# 1203
1203 (MCCIII) var ett normalår som började en onsdag i den julianska kalendern.

## Händelser

### Okänt datum
- Visby omnämns skriftligen för första gången i Henrik av Lettlands krönika.
- Av samma krönika framgår att krigare från det geografiska området som idag är Estland har bränt kyrkor i Blekingetrakten.
- Påven omvänder Bosniens befolkning till katoliker, efter en tids återgång till den traditionella bosniska kyrkan.
- Belägringen av Konstantinopel (1203)

## Födda
- Elisabet av Hohenstaufen, drottning av Kastilien.
- Mindaugas I, litauisk furste och senare storfurste.

## Avlidna
- Dafydd ab Owain Gwynedd, prins av Gwynedd.